# Costus mosaicus
Costus mosaicus là một loài thực vật có hoa trong họ Costaceae. Loài này được W.Bull mô tả khoa học đầu tiên năm 1887.